# Rise to Fall
Rise to Fall ist eine spanische Melodic-Death-Metal-Band aus Bilbao, die Mitte 2006 gegründet wurde.

## Geschichte
Im Jahr 2009 gewann Rise to Fall den 21. Musikwettbewerb Villa de Bilbao. Am 8. Juli 2010 ist Rise to Fall beim Rock- und Pop-Festival Bilbao BBK Live aufgetreten. Anfang 2011 war Rise to Fall mit den Bands Destrage, Blood Stain Child und Death I Am in Japan (Nagoya, Osaka, Tokio) auf Tour, um das Album Restore the Balance zu präsentieren. Dafür wurde das Album mit zwei weiteren Tracks für Japan veröffentlicht.
Die Band veröffentlichte mehrere Alben. 2010 erschien das Album Restore the Balance, am 9. April 2012 folgte das Album Defying the Gods. Das Album Defying the Gods wurde von Ettore Rigotti gemixt, gemastert und produziert. Rigotti gründete Anfang 2000 die italienische Melodic-Death-Metal-Band Disarmonia Mundi.
Im Jahr 2012 ist Rise to Fall auf der Kompilation Princess Ghibli II -  Imaginary Flying Machines mit dem Song Kaze No Tani No Nausicaa (Nausicaä aus dem Tal der Winde) mit Sophia Aslanidou (damalige Sängerin der Band Blood Stain Child) vertreten. Die Bandmitglieder sind Fans des Zeichentrickfilmstudios Studio Ghibli, welche für den Film Nausicaä aus dem Tal der Winde verantwortlich sind. So kam der Song zustande.

## Diskografie
- 2010: Restore the Balance (Coroner Records / Nonstop Music Records)
- 2012: Defying the Gods (Coroner Records / Soulfood)
- 2015: End VS Beginning (Coroner Records)
- 2018: Into Zero